# FK Soczi-04
FK Soczi-04 (ros. Футбольный клуб «Сочи-04», Futbolnyj Kłub "FK Soczi-04") – rosyjski klub piłkarski z siedzibą w mieście Soczi.

## Historia
Chronologia nazw:
- 2004–2009: FK Soczi-04 Soczi (ros. «Сочи-04» Сочи)

Klub piłkarski Soczi-04 został założony w 2004 i startował w rozgrywkach amatorskich Kraju Krasnodarskiego. W 2005 debiutował w Drugiej dywizji, grupie Południowej, w której występował przez 4 lata.
W 2009 klub w związku z ciężką sytuacją finansową klubu został rozwiązany.

## Sukcesy
- 7. miejsce w Rosyjskiej Drugiej Lidze, grupie Południowej: 2005

## Znani piłkarze
- Manuk Kakosjan
- // Konstantin Kowalenko
- Gierman Kutarba
- / Konstantin Ledowskich
- Artur Pagajew

## Inne
- Żemczużyna Soczi